# Entepica
El cacique Entepica (También llamado Tapica) fue un gobernante de la etnia Lenca de los poblados alrededor del cerro Cerquin y la sierra de la neblina (Piraera) desde antes de la llegada de los españoles, al llegar los conquistadores ofrecieron resistencia para mantener su libertad, sus costumbres y sus tierras.

## Biografía
Se desconoce mucho de su vida antes de la conquista de América pero es posible que naciese en las cercanías de Cerquin a finales del siglo XV. Para inicios de la conquista de Honduras este era gobernante de un señorío y ya tenía una considerable avanzada edad. Cuando los españoles lograron penetrar en el territorio Hondureño este encomendó a Lempira a organizar la resistencia Lenca debido a la fama de este como guerrero invencible y un excelente líder militar, quien junto a 30 mil indígenas provenientes de más de 200 pueblos ofrecieron resistencia hasta que Lempira fuera muerto a mano de los españoles dirigidos por Alonso de Cáceres. Se desconoce su fecha de muerte y lugar de esta.